# Душан Миловановић
Душан Миловановић (Милошевац, 31. мај 1947 — Београд, 7. јун 2022) био је српски историчар уметности, теоретичар, критичар и публициста.

## Биографија
Рођен 31. маја 1947. године у Милошевцу, Велика Плана, данас Република Србија. Основну школу и гимназију завршио у Смедеревској Паланци и дипломирао 1975. године на Филозофском факултету у Београду, на катедри за историју уметности.
Радио на Студију Б, а од новембра 1976. године био је стално запослен као музејски саветник у Музеју примењене уметности у Београду, до пензионисања, маја 2014. године. За Хиландарски одбор САНУ, између 1977. и 1998. године, водио Екипу истраживача ризничког материјала у Хиландару и на Светој гори, да би се од прикупљене грађе публиковано преко 40 радова, а 2008/09. реализована монументална изложба под називом Хиландарске ризнице у Музеју примењене уметности, са двотомним каталогом.
Одржао је преко две стотине предавања о Хиландару, историји, примењеним уметностима у референтним институцијама у земљи и иностранству. Сарадник је већег броја српских научних, стручних и патриотских институција у Србији, Српским земљама, у Расејању и иностранству. Рецензент многих стручних, научних и литарарних радова.
Озбиљно ангажовање везано је за Косово и Метохију, у виду одржавања великог броја предавања, изложби, присуству скуповима и боравку по разним пословима у Митровици, Пећи, Истоку, Призрену, у Дечанима, Грачаници, Пећкој Патријаршији, Девичу, Гориочу, Будисавцима... Лета 2009. године учествовао у организацији и раду уметничког Саборовања Хвостански храстови (са Зораном Ђорђевићем и Рајком Каришићем) у метохијском Гораждевцу.
Иницијатор установљења годишњих награда „Павле Васић“ (за дело из домена историје примењене уметности) и „Лазар Трифуновић“ (за дело посвећено историји савремене ликовне уметности).
Живео је и стварао у Београду, са супругом Невом, са којом има има два сина, Уроша (1972) и Андреју (1977) и четворо унучади: Рељу (2003), Уну (2004), Вука (2006) и Јану (2010).
Преминуо је 7. јуна 2022. године у Београду. Сахрањен је у Алеји заслужних грађана на Новом гробљу у Београду.

## Одабране изложбе[в]
- Српско златарство, (са др Бојаном Радојковић), 1981/2, Лондон, Праг, МПУ Београд, Крагујевац,
- Српске средњовековне ризнице (тимски), 1984/5, Париз, МПУ Београд,
- Уметничка обрада неплеменитих метала (студијска – ауторска), 1985, МПУ, Крагујевац, Смедеревска Паланка,
- Примењене уметности у Србији 19. века (тимски), 1987, Грац, Гориција, МПУ Београд,
- Крстови (студијска – ауторска), 1993, МПУ Београд, Шабац, Бијељина, Нови Сад, Врњачка Бања, Смедеревска Паланка, Исток, Приштина, Параћин.
- Савремена Српска Православна уметност (студијска – ауторска), 1996, МПУ Београд, Косовска Митровица, Исток, Приштина, Вршац,
- Сачувано време (студијска – ауторска), 2005, МПУ Београд,
- (тимски) 2005, Хелсинки,
- (тимски) Лондон, 2008,
- Ризнице манастира Хиландара (студијска – ауторска), 2008/2009, МПУ Београд МПУ,[4][5]
- (Пре)носиоци ватре, монументална изложба посвећена научној конференцији „На извору културе и науке“, септембар 2012, Галерија Прогрес Београд,[6]
- За Веру и Отаџбину, изложба сликара Исидоре Ивановић и Драгана Бартуле посвећена 100 годишњици Великог рата, Галерија Прогрес, Београд, септембар 2016,[7]
- Освежавање меморије (Орнаменти српских средњовековних фресака)[8][9][10] (студијска - ауторска,[11] 2013-2014 МПУ Београд, Српски културни центар Париз, Сајам културних индустрија, Чијан (Кина).

Поред овога реализовао више од двеста изложби најразличитијих карактера и обима. Између 1994. и 1998. године у Вршцу водио пројекат Посланица будућима, са Зораном Турканом, уз покровитељство епископа Хризостома (Столића), реализовано више изложби, промовисао велики број књига и часописа, више десетина предавања и концерата и по завршетку агресије НАТО-а на Србију, издата је књига о свему, под истим насловом, 2000. године.

## Књиге
- Лоза (Немањића) са сликаром Владиславом Тодоровићем Шиљом, Винковци 1986;
- Ка Хиландару (путопис), Београд 1995;
- Монашка Трпеза, са Љубомиром Вујаклијом, аутором илустрација и поговора, Београд 1996;
- Чувари светиње (Дечани), са уметничким фотографом Драганом С. Танасијевићем, Београд 2003;
- Први српски кувар природне и здраве хране, Београд 2004.
- Саборник манастира српских, са аутором Пером Вишњићем, Београд 2012;
- Наслеђе (монографија сликара Драгана Бартуле), Београд 2013;
- Хиландар, са Бошком Гајићем, Београд 2014;
- Велика Ремета (фотомонографија) са уметничким фотографом Рајком Каришићем, Београд 2016;
- Унуци и друга бића (поезија за децу), Нови Сад 2016.

## Фотомонографије (писац предговора или есеја)
- Рајко Каришић, Устолочење игумана манастира Хиландара оца Методија, Београд 2010.
- Момчило Мома Антоновић, Куће непознатих власника, Београд 2010.
- Мирко Ковачевић, Мапа сећања, Београд 2011.
- Велимир Веља Бугарин, Слике, Београд 2011.
- Рајко Каришић, Сликари моји пријатељи, Београд 2010.
- Рајко Каришић, Шапат коља, Београд 2011.
- Момчило Мома Антоновиић, Источник Српства, Београд 2012.
- Тибор Нађ, Ивањдански венчићи, Београд 2013.
- Рајко Каришић, Маслине манастира Хиландара, Београд 2014.
- Велимир Веља Каравелић, Исклесана тишина, Београд 2014.
- Рајко Каришић, Ходочашће у манастир Хиландар, Београд 2014.
- Рајко Каришић, Ивањдански венчићи (II), Београд 2015.
- Рајко Каришић, Ходочашће у манастир Хиландар (II), Београд 2015.
- Рајко Каришић, Хиландарске маслине (II), Одраз и запис векова, Београд 2015.
- Рајко Каришић, Замандаљена прошлост, Београд 2016.
- Рајко Каришић, Морске импресије, Београд (све у сарадњи са уметничким фотографом Рајком Каришићем) 2016.

## У припреми
- Иконе манастира Хиландара, са уметничким фотографом Храниславом Мирковићем.
- Предачка трпеза (самостално)

У форми мале монографије: Мило Арсеница: (Каково, метох манастира Хиландара); Хиландар, Студеница, Краљева црква, Ђурђеви ступови, Опленац, Православна црква у Ријеци, док су у припреми Грачаница, Кареја.
Монографски текстови: Боје далеких векова (Андреј Рубљов - божански иконописац), Русија данас, бр. 9-10, октобар 2011, 94-113.

## Фељтони
Аутор више од 200 научних, стручних и пригодних текстова објављених у књигама, стручној периодици, дневним и месечним публикацијама, као и:
- Ка Хиландару, Експрес политика, Београд 1992.
- У сусрет 800 годишњици (манастира Хиландара), Вечерње новости, Београд 1997.
- Монашка трпеза, Светигора, Цетиње 1997/98.

## Телевизија
- Примењене уметности (серијал), са Светланом Исаковић на РТС 1, 1983. (8 полу сатних емисија),
- Приближавање Хиландару (серијал), са Милутином Станковићем, РТВ Палма, 1997 (три једносатне емисије),
- С благословом у Трећи миленијум (серијал), 1998- 2001, са М. Станковићем, РТВ Палма (18 једночасовних емисија),
- Хиландарске приче, РТС 1, 2001- 2008, са М. Станковићем (56 получасовних емисије) и више од 20 документарних филмова и емисија, претежно на РТС Београд, као аутор, коаутор или сарадник,

### У припреми
- Документарни филм о обнови манастира Хиландара, после великог пожара 2004.
- Путописни серијал по Србији (80 емисија), почетак емитовања – јесен 2015.

## Радио
На радију био ангажован као уредник Јутрења, 1992-1994, Радио Београд 1 (102 получасовне емисије о Вери, празницима и обичајима код Срба) и учесник радио емисија, као уредник, сарадник или гост.

## Добротворне акције
Учествовао у добротворним акцијама (за Препород Србије: процене, каталози, аукције 1989-1990). Са Миливојем Ранђићем, директором Хиландарске задужбине учествовао у прикупљању средстава за обнову Хиландара у Канади (Торонто, Хемилтом, Нијагара... (2004). Са Драганом Калајановићем и Ђорђом Антељом, организовао хуманитарну вечеру за обнову Хиландара, (2005). Организовао, поред других аукција и две аукције за обнову Ђурђевих ступова (Подигнимо Ступове), 1998, 2002.

## Награда
- Валтровићева награда, 1985.[15]
- Награда ICOM-a за музејски пројект године 2008.
- Више награда УЛУПУДС-а (годишње, пројект године, за изложбе...)
- Награда за животно дело УЛУПУДС-а, 2010.
- Вукова награда, 2011.[16][17]
- Валтровићева награда, 2014.[18]

## Објављени интервјуи, репортаже, осврти и критике (избор)
- Мирослав Мушић, Изложба наставља своје трајање (интервју), Јединство Приштина, 6. мај 1982.
- Д. Г. Бошковски, Ризница нашег стваралаштва (репортажа), Вечерње новости Београд, децембар 1989.
- Т. Мутавџић, Једва храна; Живот постаје живљи; Сами и заједно (репортажа из манастира Хиландара), Новости Београд, 7. октобар 1990.
- Виолета Рашковић, Свети живи град (интервју), Вечерње новости, Београд, 19. октобар 1993.
- Мирјана Живковић, Крст – најстарији симбол, (приказ – интервју), Политика, Београд 17. 11. 1993.
- Радмила Мишев, Под знаком Крста, (интервју), Српска Слога (Sloga Weekly; Америчка редакција), 30. децембар 1993.
- Марко Миљановић, Симболика једног знака – крстови (интервју и осврт на изложбу Крстови МПУ), Српски глас, Топуско, 10. март 1994.
- Д. Диомитровски, Јасна порука Западу (осврт на изложбу Ангажовани плакат младих дизајнера из Републике Српске у МПУ), Вечерње новости Београд 20. април 1994.
- Милена Марјановић, Краљевске инсигније (најава изложбе Карађорђевића у МПУ), Политика експрес Београд, 26. јул 1994.
- М. Марјановић, Опленац у Београду (осврт на изложбу), Политика експрес, Београд, 29. јул 1994.
- Т./М, Новости на изложби (осврт са изложбе Опленац... у МПУ), Вечерње новости Београд 30. јул 1994.
- Р. Радетић, Наслеђе (репортажа са изложбе Опленац у Београду), Вечерње новости Београд, 30. јул 1994.
- М. Аксић, Симбол за параду (текст о сабљи краља Алекандра Карађорђевића, поводом изложбе Опленац..), Вечерње новости Београд, 31. јул 1994.
- Н. С, Династичко знамење (осврт на изложбу Опленац...), Вечерње новости Београд, 31. јул 1994.
- Љиљана Павловић, Опленац у Београду (осврт на изложбу Опленац...), Метро Београд, 5. августа 1994.
- Драган Ускоковић, Хиландар – духовна трпеза (разговор), Енигма, Вечерње новости Београд, 12. јануар 1995.
- М. А, Иконе на календару (приказ промоције Хиландарског календара за 1995. годину у МПУ; ДМ – аутор текста у Календару), Вечерње новости Београд, 12. фебруар 1995.
- Тодор Мутавџић, Васкрс у Хиландару (репортажа), Вечерње новости Београд, 7. мај 1995.
- А. Бобић, Све са благословом (најава изложве Савремена Православна Српска уметност), Вечерње новости, 31. мај 1995.
- Д. Ђурђевић, Савремена православна српска уметност (најава изложбе у МПУ), Политика Београд, 31. мај 1995.
- М. Марјановић, Један пионирски подухват (најава изложбе савремена Православна Српска уметност у МПУ), Експрес Политика Београд, 31. мај 1995.
- С. Поповић, Дух два и по века (најава изложбе савремена Православна Српска уметност у МПУ), Борба Београд, 31. мај 1995.
- Зоран Јовановић, Савремено Православље (репортажа о изложби Савремена Православна Српска уметност у МПУ), Европске Новости, Франкфурт на Мајни, 1. јун 1995.
- Мирјана Живковић, Одбрана од хаоса (интервју поводом изложбе савремена Православна Српска уметност у МПУ), Политика Београд, 20. јун 1995.
- Ђорђе Кадијевић, Инспирација и искушење (критика поводом изложбе Савремена Православна Српска уметност у МПУ), НИН Београд, 13. октобар 1995.
- Руке Светог Макарија (уводник за каталог иконописца Радисава Милошевића Зографа), Галерија Вид Београд, 9. октобра 1995.
- С. Марковић, Очи без сјаја (приказ изложбе Руке Светог Макарија, иконописца радисава Зографа), Политика Београд, 15. октобар 1995.
- М. А. К, Путевима духовности (приказ отварања изложбе Савремена Православна Српска уметност у Галерији Дома културе Свети Сава у Истоку – Метохија), Вечерње новости Београд, 21. октобар 1995.
- А. Лукић, Раскошни белези духовности и културе (приказ гостовања изложбе Савремена Православна Српска уметност у Истоку), Јединство Приштина, 23. октобар 1995.
- ?. Ј, Духовна академија о Светој Гори и Хиландару (најава предавања у амфитетару Народне библиотеке у Приштини), Јединство Приштина, 15. новембар 1995.
- М. А. К, О Хиландару и Светој Гори (осврт на предавање о Хиландару у Народној библиотеци у Приштини), 15. новембар 1995.
- Ј. Петровић, Место српског уздизања (осврт на предавање о Хиландару у Народној библиотеци у Приштини(, Јединство Приштина, 17. новембар 1995.
- Ј. П, Мати Српске духовности (осврт на предавање о Хиландару у народној библиотеци у Приштини), Јединство Приштина, 18-19. новембар 1995.
- М. А. Краљ, Духовно благо Срба (приказ Пројекта изложбе проналазаштва и уметности за сајмове у Монтреалу, Хемилтону, Торонту и ванкуверу, Канада), (ДМ – селектор дела и уводни текст), Вечерње новости Београд, 5. децембар 1995.
- М. Марјановић, За душу из душе (приказ промоције књиге Ка Хиландару), Експрес Политика Београд, 19. децембар 1995.
- В. Џомић, Србска савремена православна уметност (приказ изложбе), Светигора Цетиње, децембар 1995.
- Радмила Мишев, Савремена Православна Српска уметност (приказ), Образ 1-2, Београд 1996.
- Радмила Мишев, Размишљања поводом књиге Ка Хиландару Душана Миловановића, Образ 3. април 1996.
- Драган Гајер, Да доживимо стоту (о Монашкој трпези, с рецептурама), Политика (Радио ТВ ревија) Београд, 28. новембар 1996.
- Предраг Савић, Без премца у свету (разговор) Новости Београд, 23. децембар 1996.
- Веселин Гајић, Трагом културне баштине, или о сведочењу и подсећању (портрет), Кућа- Стил Београд, јануар 1997.
- П. Савић, Р. Тарана, И. Срећковић, И пост лек за дуг век (представљена Монашка трпеза у додатку, на 4 стране), Новости Београд, 12. март 1997.
- Д, Гајер, Мистерије Хиландара (интервју), поводом почетка ТВ серијала велика хиландарска прича, Политика, Радио ТВ Ревија, Београд, 20. март 1997.
- М. Кодемо, Хиландарска прича, М. Кодемо, Вечерње новости (ТВ програм), Београд, 3. април 1997.
- Д. Галер, Мистерије Хиландара (интервју), поводом почетка ТВ серијала велика хиландарска прича, Политика, Радио ТВ Ревија, Београд, 20. март 1997.
- НН, Капитални пројекат... Велика Хиландарска прича. Телевизија Палма обележава осам векова најстаријег српског манастира, Експрес политика (Антена), 6. април 1997.
- Соња Ћирић, Хиландар – осам векова постојања (фељтон – 4 наставка; разговор, консултант), Политикин забавник Београд, 4. 11, 18, 25. децембар 1998.
- Нада Матијевић, Мачо без душе (интервју у збици разовора, Савремени мушкарци о мушкарцима), ИП Жарко Арбуљ Нови Београд, пролеће 2000.
- З. Ч, Хемофарм за причу (репортажа о гостовању екипе РТС у Франкфурту), Новости Франкфурт, 31. мај 2003.
- Бранислава Џунов, Врели дани и утисци (приказ гостовања у Атини), Политика Београд, 8. јул 2004.
- Ивана Ђорђевић, Донаторска вечера – Само је један Хиландар (извештај), Новине Торонто (Канада), 5. новембар 2004.
- Сања Савић, Сачувано време (приказ изложбе у МПУ) Одбрана Београд, 15. октобар 2005.
- ,  –  – Sat ( представљање изложбе – Сачувано време у МПУ), BelGuest (5) Beograd, Winter 2005/2006.
- Биљана Лијескић, Ризнице манастира Хиландара (приказ изложбе), Политика Београд, 3. новембар 2008.
- (приказ изложбе Ризнице манастира Хиландара) Standard Београд, 14. новембар 2008.
- Снежана Милошевић, Неосвојива српска кућа (приказ изложбе Ризнице манастира Хиландара), Илустрована Политика Београд, 18. децембар 2008.
- Сања Лубардић, Ризнице манастира Хиландара (осврт на изложбу), Православље Београд, 15. новембар 2008.
- Зоран Ђорђевић, Хвостански храстови Гораждевац 2008 (извештај са уметничке колоније), Хвосно (58; у прогонству), Косовска Митровица О Михољдану (21/8. новембар 2008.
- Лале Ерић, Миро у сени пламена (приказ изложбе ризнице манастира Хиландара) Политика (додатак Култура, Уметност, наука) Београд, 6. децембар 2008.
- Вера Понти, Љубав, Вера, Нада (осврт на изложбу Ризнице манастира Хиландара), Пољоиндустрија (ПКБ) Београд 13. децембар 2008.
- Соња Ћирић, Хиландар (о изложби Ризнице манастира Хиландара и друго), Status 78/79 Београд, 67-77.
- Слободан Кљакић, Манастир Хиландар је од оснивања истинско српско видело (Тема дана: Манастир Хиландар; репортажа, приказ, разговор поводом изложбе Ризнице манастира Хиландара), Политика Београд 5. јануар 2009.
- Бојан Поповић, Византија 330 – 1453 (приказ изложбе Byzantium, Faith and Power u Londonu) Књижевни лист Београд 1. јануар – 1. фебруар 2009.
- Сања Лубардић, Хиландар је најбоље што имамо (Приказ изложбе Ризнице манастира Хиландара), Православље Београд, 1-15. јануар 2009.
- З. Вишњић, Ризница српске духовности (приказ предавања у Лозници), Лозничћке новине, 1. јул 2011.
- Дејан Ђорић, Нови дух Православне примењене уметности (потрет дрворезбара Душана Милисављевића) Печат Београд 162/2011.
- Драгољуб Јанојлић, Златни белег на рабошу светогорске историје (портрет), Паланачке новине Смедеревска Паланка, 15. фебруар 2012.
- Н. Белић, Баштина средњег века освежена високом технологијом (приказ изложбе и отварања) Политика Београд, 7. новембар 2013.
- Соња Ћирић, Шаре које говоре (есеј о изложби Сачувана меморија) Политикин забавник Београд, 7. фебруар 2014.
- Љиљана Ћинкул, Савремени дијалог са орнаментом (приказ изложбе Освежавање меморије) Политика (додатак – Култура, уметност, наука) Београд, 8. фебруар 2014.
- Дејан Ђорић, На фрескама азбука космоса (приказ изложбе Сачувана меморија у МПУ) Печат (307) Београд, 2014.
- Радивој Радић, Освежавање непостојеће меморије (критика каталога изложбе Сачувана меморија у МПУ), Политика (додатак Култура, уметност, наука) Београд, 22. фебруар 2014.
- Миља Краљ, Слике са мирисом босиљка (разговор на тему духовности, континуитета и замки савременог стваралаштва), Новости Београд, 10. јануар 2015.
- Борис Субашић, Српске задужбине по Јерусалиму и Цариграду (разговор), Новости Београд, 2. август 2015.

## Напомена
1. ↑  У Музеју примењене уметности радио као проценитељ антиквитета и других уметничких вредности, сарадник Народне Банке Југославије, Народне Банке Србије, Дунав Осигурања, Шумадије, ДДОР Нови Сад, Мадларта, других аукционих кућа и антикваријата.
2. ↑  Велики део професионалног ангажовања везан је за историју и уметност СПЦ, за  српску баштину и проношење лепоте-доброте, суште врлине њеног бића.
3. ↑  Сваку изложбу пратио је и репрезентативни каталог.